# Recordar es vivir
Recordar es vivir es un programa de televisión de Panamá donde se repasan los éxitos musicales de los artistas de los años setenta, ochenta y noventa. Es conducido por el cantante y locutor panameño Felipe Enrique Romero, más conocido como Pete Romero. Se transmite a través de SERTV en un horario semanal de 9:00 pm a 10:00 pm.
En el 2009, el creador del programa fue galardonado con la estatuilla de las «Palmas de Oro» que otorga el Círculo Nacional de Periodistas de México.
En el 2022, el programa cumplió 30 años de transmisión, y fue uno de los programas musicales más longevos del país.

## Historia
Recordar es vivir fue creado por Pete Romero originalmente como un programa de radio. En 1989, dio el salto a la pantalla chica por Tele Cinco y, tiempo después de la invasión empezó a transmitirse por Canal 11, hoy en día SERTV. Posteriormente, el formato del programa pasó por ciertos cambios, con una nueva escenografía y nuevas conexiones con La Habana, Nueva York y otros países. El programa también llegó a contar con una versión radial por Radio Metrópolis en el 2007 y por Crisol FM desde el mes de junio del 2015.
El programa presenta entrevistas a cantantes conocidos y presentaciones de videos musicales de diversos géneros como boleros, baladas, música tropical y música panameña del pasado. Ha invitado, entre otras estrellas, a Rubén Blades, Sócrates Lasso y Elías Torero, de la Orquesta Aragón de Cuba, entre otros.[cita requerida]
En el 2020, dejó de emitirse por una temporada debido a problemas de salud de su presentador. Regresó luego a las pantallas de SERTV en agosto del 2021.
El 15 de junio de 2022, se emitió un especial de dos horas de duración con Felipe Rodríguez y su Orquesta para conmemorar los 30 años de transmisión del programa.